# ポルナレフU.S.A.
『ポルナレフU.S.A.』（ポルナレフユーエスエー、英題: Fame à la mode）は、1975年に発売されたミッシェル・ポルナレフの音楽アルバム。アメリカ盤はアトランティック・レコードからカタログナンバーSD18153で発売された。日本盤は1975年12月にアナログ盤がCBSソニーから発売され、2001年11月にCDがユニバーサルミュージックから発売された。CDの日本語タイトルは『星空のステージ』。 
アメリカ合衆国に活動の拠点を移したポルナレフは全て英語で歌ったこのアルバムでアメリカのチャート入りを試みた。しかし、そのタイトル"Fame à la mode"（直訳は「流行している名声」）にもかかわらず、本当の成功はしなかった。
3曲目「失われたロマンス」は、1975年当時CBSソニーが発売前の日本語タイトルを「北風のコンチェルト」にしていた。
7曲目「僕は恋の救世主」は、アメリカ合衆国で非難された。

## 収録曲
| 全作曲: ミッシェル・ポルナレフ。 |                                         |                              |                        |      |
| #                                | タイトル                                | 作詞                         | 作曲・編曲             | 時間 |
| 1.                               | 「星空のステージ」(Fame à la mode)      | ジェイコブ・ブラックマン     | ミッシェル・ポルナレフ | 4:38 |
| 2.                               | 「火遊びはやめて」(No no no no not now) | トニー・キャスリン・スターン | ミッシェル・ポルナレフ | 2:30 |
| 3.                               | 「失われたロマンス」(Wandering man)     | ジェイコブ・ブラックマン     | ミッシェル・ポルナレフ | 3:36 |
| 4.                               | 「愛の旅人」(So long beauty)            | ジェイコブ・ブラックマン     | ミッシェル・ポルナレフ | 5:10 |

| #  | タイトル                                  | 作詞                                               | 作曲・編曲 | 時間 |
| -- | ----------------------------------------- | -------------------------------------------------- | ---------- | ---- |
| 5. | 「僕のレディ・ブルー」(Come on lady blue) | トニー・キャスリン・スターン                       |            | 2:31 |
| 6. | 「雨の日のラヴソング」(Rainy day song)    | ジェイコブ・ブラックマン                           |            | 3:19 |
| 7. | 「僕は恋の救世主」(Jesus for tonite )     | ジョージ・S・クリントン & ジェイコブ・ブラックマン |            | 3:39 |
| 8. | 「青春の傷あと」(Holding on to smoke)     | ジェイコブ・ブラックマン                           |            | 3:34 |
| 9. | 「君を夢見て」(Since I saw you)           | グレッグ・プレストピーノ & ミッシェル・ポルナレフ  |            | 2:52 |

## 参加メンバー
- エレクトリック・ギター
  - リー・リトナー、アンドリュー・ゴールド、スティーヴ・クロッパー、ゲイリー・ストーヴァル、ミッシェル・ポルナレフ
- アコースティック・ギター
  - フレッド・タケット、ドニー・ダカス、ミッシェル・ポルナレフ
- ピアノ
  - ミッシェル・ポルナレフ
- キーボード
  - デヴィッド・ヘンツェル、ミッシェル・ポルナレフ
- エレクトリック・ベース
  - リー・スクラー、デヴィッド・ハンゲイト、レイニー・プレス、ウィリー・ウィークス
- ドラム
  - ナイジェル・オルソン、ジム・ゴードン、ジム・ケルトナー、デヴィッド・ケンパー
- パーカッション
  - ラス・カンケル
- 管楽器
  - スタン・リチャーズ
- ヒューマン・ブラス（1曲目「星空のステージ」にてトランペットの口真似）
  - ミッシェル・ポルナレフ
- コーラス
  - エレン・カーネイ、リア・カンケル、ジェニファー・ウォーンズ、ヴァレリー・カーター、ブルックス・ハニカット、ユージェニー・ガーフィン、アンドリュー・ゴールド、ルイス・フューレイ、ボビー・キング、テリー・エヴァンス、クリフ・ギヴィングス
- アレンジ
  - ジミー・ハスケル、ビル・シェパード、マイケル・オマーティアン、フィアクラ・トレンチ、ミッシェル・ポルナレフ